# Valdemorales
Valdemorales – gmina w Hiszpanii, w prowincji Cáceres, w Estramadurze, o powierzchni 9,89 km². W 2011 roku gmina liczyła 227 mieszkańców.